# Werner Rathmayr

Werner Rathmayr (né le 26 janvier 1972 à Linz) est un ancien sauteur à ski autrichien.

## Palmarès

### Championnats du monde de vol à ski
| Épreuve / Édition | Harrachov 1992 | Planica 1994 |
| Individuel        | 18e            | 24e          |

### Coupe du monde
- 2e de la Coupe du monde en 1992.
- 1 petit globe de cristal :
  - Vainqueur en Vol  à Ski en 1992.
- 12 podiums dont 6 victoires.
- 3e de la Tournée des Quatre Tremplins 1991-1992.

#### Victoires par saison
| Année | Lieu                                          |
| 1992  | Sapporo x2 (Japon), Oberstdorf x2 (Allemagne) |
| 1993  | Falun x2 (Suède)                              |